# Premier League spillere med 75 eller flere asisst
Siden dannelsen af Premier League i begyndelsen af sæsonen 1992-93 har i alt 12 spillere leveret 75 eller flere assists i konkurrencen. Ryan Giggs topper listen med 162 assists, hvilket gør ham til den mest assisterende spiller i Premier Leagues historie. Kevin De Bruyne er blandt de aktive spillere med flest assists og har nået 100 assists på 237 kampe, hvilket gør ham til en af de hurtigste til at nå denne milepæl.

## Spillere
Aktive spillere der stadigvæk spiller i Premier League 2024/25 er i fed.
Opdateret d. 27. april 2025
| Rank | Spiller           | Assist | Kampe | Ratio | Premier League klub(ber)                                                                        |
| ---- | ----------------- | ------ | ----- | ----- | ----------------------------------------------------------------------------------------------- |
| 1    | Ryan Giggs        | 162    | 632   | 0,26  | Manchester United                                                                               |
| 2    | Kevin De Bruyne   | 119    | 284   | 0,42  | Manchester City, Chelsea,                                                                       |
| 3    | Cesc Fàbregas     | 111    | 350   | 0,32  | Chelsea, Arsenal                                                                                |
| 4    | Wayne Rooney      | 103    | 491   | 0,21  | Everton, Manchester United                                                                      |
| 5    | Frank Lampard     | 102    | 609   | 0,17  | West Ham United, Chelsea, Manchester City                                                       |
| 6    | Dennis Bergkamp   | 94     | 315   | 0,30  | Arsenal                                                                                         |
| 7    | David Silva       | 93     | 309   | 0,30  | Manchester City                                                                                 |
| 8    | Steven Gerrard    | 92     | 504   | 0,18  | Liverpool                                                                                       |
| 9    | James Milner      | 89     | 637   | 0,14  | Brighton & Hove Albion, Liverpool, Manchester City, Aston Villa, Newcastle United, Leeds United |
| 10   | Mohamed Salah     | 87     | 297   | 0,29  | Liverpool, Chelsea                                                                              |
| 11   | David Beckham     | 80     | 265   | 0,30  | Manchester United                                                                               |
| 12   | Christian Eriksen | 77     | 307   | 0,25  | Manchester United, Brentford, Tottenham Hotspur                                                 |
| 13   | Teddy Sheringham  | 76     | 418   | 0,18  | Nottingham Forest, Tottenham Hotspur, Manchester United, Portsmouth, West Ham United            |